# Durisol (Bodentyp)
Durisol (DU) (lateinisch durus = hart) ist eine Referenzbodengruppe der World Reference Base for Soil Resources (WRB). Durisole sind durch Ausfällung von Kieselsäure verfestigte Böden.

## Beschreibung
Durisole reichern sekundäre Silicate, meist in Form von Opal oder mikrokristallinem Cristobalit an. Bestimmend für die Referenzbodengruppe ist ein Merkmal: Es liegt ein petroduric oder duric Horizont vor, der ≤ 100 cm unterhalb der Oberfläche beginnt.
Petroduric bedeutet, dass ein durch illuviale sekundäre Silicate zementierter Horizont vorliegt. Die Färbung des petroduric Horizontes ist oft rötlich bis rötlich-braun. Duric bedeutet, dass durch Silicat zementierte Konkretionen und Klümpchen im betreffended Horizont enthalten sind. Die Konkretionen der duric Horizonte können schwach bis stark zementiert sein. Sie sind sehr fest und im feuchten Zustand brüchig. Der petroduric Horizont ist entweder massig oder weist ein laminares bzw. plattiges Bodengefüge auf.
Die Infiltrationsraten in Durisols sind allgemein hoch. Die Bodenreaktion ist normalerweise neutral bis basisch, unter humiden Bedingungen aber versauert. Organische Bodensubstanz ist nur in niedriger Konzentration vorhanden. Entsprechend gering ist auch die mikrobielle und tierische Aktivität. Die spärliche Vegetationsdecke ist von einjährigen Gräsern und xerophytischen Sträuchern dominiert.

## Vorkommen
Meist treten Durisole in ariden bis mediterranen Gebieten auf. Sie bilden sich meist auf silicatreichem Ausgangsgestein in alten Landschaften, können aber auch auf vulkanischen Tuffen und vulkanischer Asche als Folgeböden von Andosolen entstehen. Auf Tuff gebildeter Durisol kann auch in humiden Gegenden vorkommen.
In (semi-)ariden Gebieten in Süd- und Südwestafrika, der Zentralsahara, West- und Südwestaustralien und im Süden und Südwesten der Vereinigten Staaten kommen Durisole großflächig vor. Die globale Fläche der Durisole wird auf insgesamt 260–340 Millionen ha geschätzt.

## Entstehung
Verschiedene bodenbildende Prozesse tragen zur Pedogenese eines duric oder petroduric Horizontes bei.  Nach Silicatverwitterung unter semi–ariden Bedingungen werden Si4+-Ionen entlang des Profils abwärts transportiert, wo sie dann als sekundäres Silicat (SiO2) ausfällen. Hauptprodukt der Ausfällung ist wasserhaltiger, amorpher Opal, der später zu Cristobalit kristallisiert. Unter vollständig ariden Bedingungen kann keine hinreichende Silicatverwitterung stattfinden; unter humiden Bedingungen hingegen würde das gelöste Silicat vollständig aus dem Boden ausgewaschen.
Die Tonanreicherungshorizonte in manchen Durisols werden als Relikte eines humideren Paläoklimas gedeutet. Allerdings ist Verschiebung von Ton in tiefere Horizonte auch in relativ aridem Klima möglich, wenn durch Starkregenereignisse Aggregate aufgelöst werden und Ton abwärts mobilisiert wird.
Die häufige rote Färbung ist Ergebnis der Bildung von Hämatit (Rubefizierung). Für diesen Prozess sind warme und zumindest periodisch feuchte klimatische Bedingungen nötig, weshalb auch hier oft ein humideres Klima in der Vergangenheit angenommen wird.
Typisch für Böden der ariden und semiariden Gebiete, also auch für Dursiole, sind Ausfällungen von Carbonaten.

## Abgrenzung und Klassifikation
Dem Durisol ähnlich sind die Referenzbodengruppen Gypsisol (GY) und Calcisol (CL), die allerdings statt sekundären Silicaten vor allem sekundären Gips bzw. sekundäres Calciumcarbonat ≤ 100 cm unterhalb der Bodenoberfläche anreichern.
In der US-amerikanischen Soil Taxonomy entspricht die Referenzgruppe der Durisols weitgehend den Durids innheralb der Ordnung der Aridisols. Die Durids werden weiter in Natridurids (GCA) und Argidurids (GCB) unterteilt. Natridurids haben einen natric Horizont, also einen illuvialen Tonanreicherungshorizont unterhalb des Oberbodens. Argidurids haben einen argilic Horizont, in dem sich gegenüber dem Oberboden eine erhöhte Konzentration an schichtsilicatischem Ton anreichert. Andere Durids heißen Haplodurids (GCC).
Eine genaue Entsprechung nach der deutschen Bodensystematik gibt es nicht.

## Nutzung
Landwirtschaftlich werden Durisole vor allem zur extensiven Beweidung genutzt. Für Feldbau sind sie wegen schlechter Durchwurzelbarkeit nur bedingt geeignet. Zusätzlich erschwert wird landwirtschaftliche Nutzung oft durch Trockenheit. Bewässerungsfeldbau kann zwar möglich sein, allerdings sind hierbei Erosionsraten sehr hoch und es besteht die Gefahr von Versalzung. Regengespeiste Landwirtschaft ist bei mittleren Jahresniederschlägen von < 400 mm riskant. Für eine feldwirtschaftliche Nutzung müssen petroduric Horizonte aufgebrochen werden. Das hieraus gewonnene Material kann im Straßenbau verwendet werden. Auch werden Ziegel aus petroduric Horizonten oft zum Bauen verwendet.